# Obbligazione garantita
Una obbligazione garantita, anche detta covered bond, è un titolo obbligazionario emesso da una banca o altro intermediario avente diritto caratterizzato da un profilo di rischio molto basso ed elevata liquidità.
Le obbligazioni garantite sono state introdotte nell'ordinamento italiano dalla L. n. 80/2005 mediante il disposto dell'art. 7-bis della L. n.130/1999 ("Disposizioni sulla cartolarizzazione dei crediti"). Il legislatore ha introdotto questo strumento finanziario con l'intento di migliorare la raccolta delle banche italiane in termini di riduzione di costi e allungamento delle scadenze, offrire agli investitori titoli a basso profilo di rischio, riuscendo così ad ottenere capitale con costi bassissimi ed elevata liquidità, e garantire gli altri creditori della banca, primi fra tutti i depositanti.
Si differenziano dalle obbligazioni bancarie ordinarie in quanto il loro rimborso, in caso di fallimento della banca emittente, è assicurato dalla possibilità di rivalersi su attività di elevata qualità appositamente segregate (crediti fondiari e ipotecari crediti nei confronti delle pubbliche amministrazioni o garantiti dalle medesime, nonché di titoli emessi nell'ambito di operazioni di cartolarizzazione aventi ad oggetto crediti della medesima natura).
Il funzionamento di questo strumento di raccolta è regolato dalle istruzioni di vigilanza. L'iter operativo ricalca quello delle operazioni di cartolarizzazione e prevede:
1. la cessione degli attivi da parte di una banca (cedente) a una società veicolo (cessionaria) (SPV - Special Purpose Vehicle) e la segregazione degli attivi stessi, da parte della società veicolo, in un patrimonio separato, a cui si applica la disciplina ex lege n. 130/1999;
2. l'emissione delle obbligazioni bancarie garantite da parte di una banca emittente (che può essere anche diversa da quella cedente) e la prestazione, da parte della società cessionaria, di una garanzia a valere sugli attivi segregati in favore dei portatori di covered bonds; tale garanzia è irrevocabile, "a prima richiesta", incondizionata e autonoma rispetto alle obbligazioni assunte dalla banca emittente;
3. l'erogazione alla cessionaria, da parte di una banca (eventualmente anche diversa sia dalla cedente che dall'emittente), di un finanziamento volto a fornire i mezzi per l'acquisto degli attivi il cui rimborso è subordinato all'integrale soddisfacimento dei diritti dei portatori delle obbligazioni garantite.

Le istruzioni di vigilanza dispongono inoltre che l'emissione delle obbligazioni bancarie garantite e la cessione degli attivi possono essere effettuate solamente da banche di medio-grande dimensione, con elevati livelli di patrimonializzazione e solidi requisiti organizzativi al fine di evitare rischi legali e di reputazione e di contribuire al rafforzamento di tale mercato. In particolare, i requisiti dimensionali e patrimoniale prevedono che la banca disponga (o complessivamente le banche appartenenti a un gruppo) di un patrimonio non inferiore a 250 milioni di euro e un coefficiente di patrimonializzazione complessivo non inferiore al 9%.